# Iglesia de San José (Pekín)
La Iglesia de San José (en chino tradicional, 大聖若瑟堂) es un templo de culto católico situado en Wangfujing, en el centro de Pekín.
Una pequeña iglesia fue establecida en 1653 en los terrenos abiertos por los padres jesuitas Ludovico Buglio y Gabriel de Magalhães, que anteriormente evangelizaban en Sichuan. Más tarde varios terremotos y guerras gradualmente destruyeron la iglesia. Fue reconstruida en 1904 como una catedral románica, con pilastras fuertes y una bóvedas alta y dos bajas que muestran un estilo arquitectónico grandioso. Después de la restauración, en 1980, la iglesia volvió a abrir.